# Octopus filamentosus
Octopus filamentosus är en bläckfiskart som beskrevs av Henri Marie Ducrotay de Blainville 1826. Octopus filamentosus ingår i släktet Octopus och familjen Octopodidae. Inga underarter finns listade i Catalogue of Life.